# 천진항
천진항은 강원특별자치도 고성군 토성면 천진리에 있는 어항이다. 1972년 5월 4일 지방어항으로 지정하여 관리하고 있다. 시설관리자는 고성군수이다.

## 어항구역
천진항의 어항구역은 다음과 같다.
- 수역
  - 동방파제 기점에서 방파제 연장선상 150m점과 이점에서 정서로 육지와 연결하는 선내 수역
- 수역
  - 고성군 토성면 천진리 111-4 (잡종지, 2282m2)
  - 고성군 토성면 천진리 111-5 (잡종지, 400m2)
  - 고성군 토성면 천진리 111-6 (제방, 598m2)
  - 고성군 토성면 천진리 111-9 (잡종지, 49m2)